# Lucio Cornelio Léntulo Crus
Lucio Cornelio Léntulo Crus (en latín, Lucius Cornelius Lentulus Crus), apodado también Cruscelo (por razones que se desconocen), era hermano de Publio Cornelio Léntulo Espínter. Fue nombrado pretor en 58 a. C. y cónsul en el año 49 a. C. y era miembro del partido anticesariano (los boni u optimates).

## Carrera política
En el año 61 a. C. ejerció como jefe acusador contra Publio Clodio Pulcro por el escándalo que protagonizó en el festival de la Bona Dea. Como pretor, Crus esperaba que Gneo Pompeyo protegería a Cicerón de la persecución que ejercía sobre el orador Clodio, pero no fue así. En 51 a. C. no fue elegido cónsul, puesto que se lo impidió Publio Dolabella, pero fue elegido para ese cargo en 50 a. C. junto con Cayo Marcelo, por ser ambos enemigos reconocidos de César
En el año de su consulado, 49 a. C., la tormenta estalló. Léntulo hizo todo lo posible para incitar a su partido, los optimates, a tomar las armas contra César; llamó cobarde a Cicerón, y bramó por buscar un triunfo a cualquier precio. Las razones que indujeron a L. Cornelio Léntulo Crus a establecer una oposición tan dura a César estaban principalmente motivadas por razones egoístas. Según César, Léntulo Crus esperaba encontrar en la guerra civil una oportunidad para rehacer su fortuna y alcanzar su propia grandeza. Cicerón parece justificar esta acusación
Fue uno de los principales responsables de la segunda guerra civil. Las violentas medidas aprobadas por el Senado a principios de año contra César fueron sobre todo debido a las instigaciones de Léntulo, medidas que dieron a los tribunos un pretexto para ir a Ravena a solicitar la protección de César.
Pero a pesar de sus desafiantes palabras, huyó de Roma en cuanto tuvo noticias del avance de César. Cicerón lo vio en Formia el 23 de enero del 48 a. C., muy desmoralizado.  El día 27, en Capua, Léntulo, junto con otros, se mostró de acuerdo en aceptar las ofertas de César.
Léntulo fue convocado por el tribuno Casio para retornar a Roma, con el objeto de traer el dinero del tesoro, acción que no realizó. Mientras tanto, Gneo Pompeyo reunía sus fuerzas en Apulia y ordenó a los cónsules reunirse con él en esta región dejando una guarnición a Capua. Mientras Pompeyo se retiraba hacia Brundusium, Balbo el Menor fue enviado por César para persuadir a Léntulo que regresara a Roma, y le ofreció una provincia; pero el cónsul, junto con su colega y las fuerzas de las que disponían, se dirigieron hacia Iliria aunque Cicerón trató de retenerlo en Italia, y poco después sus fuerzas fueron aumentadas en dos legiones más.
Cuando los dos ejércitos acamparon cerca de Dyrrhachium, Balbo audazmente entró en el campamento de Pompeyo, e intentó nuevamente seducir a Léntulo, pero este pidió un precio demasiado alto. Después de la Batalla de Farsalia, Léntulo Crus huyó con Pompeyo hacia Rodas pero rechazaron su entrada, de ahí fue a Chipre y a Egipto. 
Crus desembarcó en Pelusium el día siguiente de la muerte de Cneo Pompeyo Magno en Egipto, pero fue inmediatamente capturado por el joven faraón egipcio Ptolomeo XIII Filopáter que lo ejecutó en un intento de congraciarse con el nuevo amo de Roma, César.